# Николс, Рейчел
Рэ́йчел Э́мили Ни́колс (англ. Rachel Emily Nichols; род. 8 января 1980, Огаста) — американская актриса и модель.

## Ранние годы и карьера модели
Рэйчел Эмили Николс родилась 8 января 1980 года в Огасте, штат Мэн (США) в семье Джима и Элисон Николс. Её отец являлся школьным учителем. Во время учёбы в школе Рэйчел занималась лёгкой атлетикой (прыжками в высоту), а в старших классах училась по обмену во Франции.
С 1995 года, параллельно с учёбой, она начала работать моделью. Рэйчел снималась для рекламных компаний Abercrombie & Fitch, Guess? и L’Oréal, а также была ведущей на MTV. В 1998 году, после окончания школы, она поступила в Колумбийский университет в Нью-Йорке, где изучала экономику, психологию, а также драму. Рэйчел окончила университет в 2003 году с дипломами в области математики и экономики.

## Актёрская карьера

### 2000—2005
Рэйчел дебютировала в кино в 2000 году в эпизодической роли в романтической драме «Осень в Нью-Йорке». В 2002 году, благодаря своему агенту, она получила эпизодическую роль в четвёртом сезоне сериала «Секс в большом городе». В том же году Рейчел сыграла свою первую крупную роль в комедии «Тупой и ещё тупее тупого: Когда Гарри встретил Ллойда». Хотя фильм был подвержен резкой критике, Рэйчел приобрела хороший опыт. В следующем году она снялась в независимом фильме «Обсуждая Роберта Ли», а также в двух эпизодах сериала «Линия огня». В августе 2004 года она получила роли второго плана в фильмах «Ужас Амитивилля» (2005) и «Тёмный лес» (2006). «Ужас Амитивилля» получил прохладный приём у критиков, однако имел коммерческий успех.
Первый успех пришёл к Рэйчел после съёмок в сериале «Линия огня» (2004). В 2005 году вышел сериал «Особый отдел», в котором она сыграла роль агента ФБР Ребекки Локк. Затем Рэйчел сыграла роль специалиста по компьютерам Рэйчел Гибсон в телесериале «Шпионка» (2005—2006), а в 2005 году — небольшую роль в романтической драме «Продавщица».

### 2006 — настоящее время
Выход фильма ужасов «Тёмный лес» был отложен на 18 месяцев, и его выпустили на DVD в октябре 2006 года. В 2007 году у Рэйчел была небольшая роль в драме «Воскрешая чемпиона», где она сыграла ассистента писателя (Джош Хартнетт), который считает, что нашёл бывшую легенду бокса (Сэмюэл Л. Джексон), ставшего бездомным. В том же году Рэйчел снялась в политической драме «Война Чарли Уилсона» и в пилотном выпуске фантастического телесериала «Them», который так и не был принят в производство кинокомпанией Fox.
Свою первую главную роль Рэйчел сыграла в фильме «Парковка» (2007). Она исполнила роль девушки, оказавшейся запертой на подземной парковке вместе с маньяком-охранником. Затем у Рэйчел была роль второго плана в фильме «Джинсы-талисман 2» (2008), после чего с ноября 2007 года она снималась в фильме «Звёздный путь» (2009). Съёмки фильма проходили в рамках строжайшей секретности, ввиду чего Рэйчел в течение целого месяца даже не знала имени своего персонажа.
В 2008 году Рэйчел сыграла одну из главных ролей в боевике «Бросок кобры». Её персонаж — Шейна «Скарлетт» О’Хара — квалифицированный специалист по боевым искусствам и контрразведке.
В 2012—2015 годах снималась в роли Киры Кэмерон в сериале «Континуум».

## Личная жизнь
В 2008—2009 годах Николс была замужем за продюсером Скоттом Стабером; их брак продлился всего семь месяцев — с июля 2008 года по февраль 2009 года. В сентябре 2014 года Рэйчел вышла замуж за застройщика Майкла Кершоу.

## Фильмография
| Год       |     | Русское название                                      | Оригинальное название                    | Роль                              |
| --------- | --- | ----------------------------------------------------- | ---------------------------------------- | --------------------------------- |
| 2000      | ф   | Осень в Нью-Йорке                                     | Autumn in New York                       | модель в баре                     |
| 2002      | с   | Секс в большом городе                                 | Sex and the City                         | Алекса                            |
| 2003      | ф   | Тупой и ещё тупее тупого: Когда Гарри встретил Ллойда | Dumb & Dumberer: When Harry Met Lloyd    | Джессика                          |
| 2004      | ф   | Обсуждая Роберта Ли                                   | Debating Robert Lee                      | Трилби Моффат                     |
| 2004      | кор |                                                       | A Funny Thing Happened at the Quick Mart | Дженнифер                         |
| 2004      | кор |                                                       | Walk Into a Bar                          |                                   |
| 2004      | с   | Линия огня                                            | Line of Fire                             | Алекс Майер                       |
| 2005      | ф   | Ужас Амитивилля                                       | The Amityville Horror                    | Лиза                              |
| 2005      | ф   |                                                       | Mr. Dramatic                             | девушка в баре                    |
| 2005      | с   | Особый отдел                                          | The Inside                               | специальный агент Ребекка Локк    |
| 2005      | ф   | Продавщица                                            | Shopgirl                                 | девушка Трея                      |
| 2005—2006 | с   | Шпионка                                               | Alias                                    | Рейчел Гибсон                     |
| 2006      | в   | Тёмный лес                                            | The Woods                                | Саманта Вайс                      |
| 2007      | тф  | Они                                                   | Them                                     | Донна Шоу                         |
| 2007      | ф   | Воскрешая чемпиона                                    | Resurrecting the Champ                   | Полли                             |
| 2007      | ф   | Парковка                                              | P2                                       | Анжела Бриджес                    |
| 2007      | ф   | Война Чарли Уилсона                                   | Charlie Wilson's War                     | Сьюзан                            |
| 2008      | ф   | Джинсы-талисман 2                                     | The Sisterhood of the Traveling Pants 2  | Джулия Бэквит                     |
| 2009      | ф   | Звёздный путь                                         | Star Trek                                | Гэйла                             |
| 2009      | с   |                                                       | U.S. Attorney                            | Ив Чейз                           |
| 2009      | ф   | Бросок кобры                                          | G.I. Joe: The Rise of Cobra              | Шейна «Скарлет» О’Хара            |
| 2009      | ф   | Продаётся владельцем                                  | For Sale by Owner                        | Анна Фэрриер                      |
| 2010      | ф   | Мескада                                               | Meskada                                  | Лесли Спенсер                     |
| 2010      | кор | Олли Клаблерштерф против нацистов                     | Ollie Klublershturf vs. the Nazis        | Даниэлла                          |
| 2010—2011 | с   | Мыслить как преступник                                | Criminal Minds                           | Эшли Сивер                        |
| 2011      | ф   | Конан-варвар                                          | Conan the Barbarian                      | Тамара                            |
| 2011      | ф   | Он, она и попугай                                     | A Bird Of The Air                        | Фиона                             |
| 2012      | с   |                                                       | Underwater                               | Кэмпбелл                          |
| 2012      | ф   | Я, Алекс Кросс                                        | Alex Cross                               | Моника Эш                         |
| 2013      | ф   | Убей или умри                                         | Raze                                     | Джейми                            |
| 2013      | ф   | МакКаник                                              | McCanick                                 | Эми Интрейтор                     |
| 2014      | ф   | Токарев                                               | Tokarev                                  | Ванесса Магуайр                   |
| 2012—2015 | с   | Континуум                                             | Continuum                                | Кира Кэмерон                      |
| 2014      | с   | Ведьмы Ист-Энда                                       | Witches of East End                      | Исис                              |
| 2014      | с   | Раш                                                   | Rush                                     | Коррин Раш                        |
| 2015      | с   | Пожарные Чикаго                                       | Chicago Fire                             | Джейми Киллиан                    |
| 2016      | ф   | Пандемия                                              | Pandemic                                 | доктор Лорен Чейз / Ребекка Томас |
| 2016      | ф   | Внутри                                                | Inside                                   | Сара Кларк                        |
| 2016      | с   | По следам призраков                                   | Ghost Hunters                            | камео                             |
| 2017      | ф   |                                                       | After Party                              | Чарли                             |
| 2017—2018 | с   | Библиотекари                                          | The Librarians                           | Николь Нун                        |
| 2018—2019 | с   | Титаны                                                | Titans                                   | Мать Рейчел Рот / Рейвен          |
| 2018      | с   | Заложница                                             | Taken                                    | Ева                               |
| 2019      | кор |                                                       | Real. Live. Girl                         | Дженнифер                         |
| 2019      | с   | Человек в высоком замке                               | The Man in the High Castle               | Марта                             |
| 2020      | ф   | Брешь                                                 | Breach                                   | Чемберс                           |
| 2021      | ф   | Полубог                                               | Demigod                                  | Робин Мерфи                       |
| 2021      | с   | Миллион мелочей                                       | A Million Little Things                  | Николь                            |
| 2024      | ф   | Наследство                                            | The Inheritance                          | Мадлен                            |